# Gísli Brynjúlfsson den yngre
Gísli Brynjúlfsson den yngre, född 3 september 1827 i Ketilsstaðir á Völlum, död 29 maj 1888 i Köpenhamn, var en isländsk filolog. Han var postum son till Gísli Brynjúlfsson den äldre.
Gísli Brynjúlfsson, som från 1874 var docent vid Köpenhamns universitet, utgav bland annat Tristrams saga och skrev flera monografier om isländsk skaldediktning. Han tog ivrig del i förhandlingarna om Islands ställning och författning, som motståndare till Jón Sigurðsson.